# Championnats d'Europe d'aviron 1907
Navigation
Édition précédente Édition suivante
Les championnats d'Europe d'aviron 1907, quinzième édition des championnats d'Europe d'aviron, ont lieu en 1907 à Strasbourg, en Allemagne. Comme en 1902, les courses se déroulent dans le port de Kehl.